# Otinotoides dorsata
Otinotoides dorsata är en insektsart som beskrevs av William D. Funkhouser 1936. Otinotoides dorsata ingår i släktet Otinotoides och familjen hornstritar. Inga underarter finns listade i Catalogue of Life.